# Ana Srebrnič
Ana Srebrnič (* 20. Februar 1984 in Ljubljana) ist eine slowenische Schachspielerin, -schiedsrichterin und -organisatorin.

## Leben

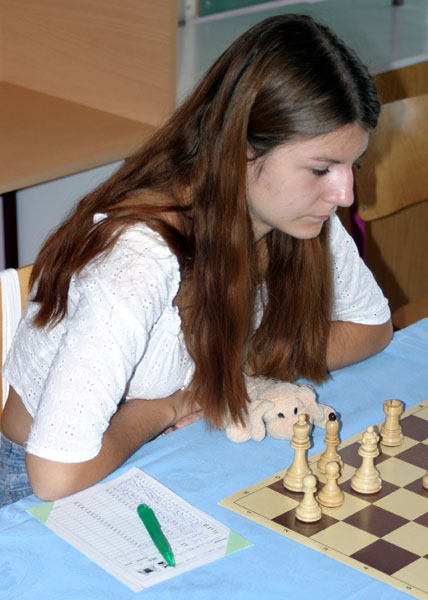
Ana Srebrnič 2003

Ana Srebrnič ist verheiratet mit dem serbischen Schachgroßmeister Robert Markuš.

## Erfolge
Bei slowenischen Einzelmeisterschaften der Mädchen und Frauen belegte sie mehrfach Spitzenplätze, unter anderem gewann sie zwischen 1996 und 2002 acht Mädchentitel in verschiedenen Altersklassen und wurde 2008 und 2012 in Ljubljana slowenische Meisterin der Frauen.
2003 gewann sie das 1. MCA U20-Mädchen-Turnier im libyschen el-Agelat mit 9 aus 9.
1999 erhielt sie den Titel FIDE-Meister der Frauen (WFM), im Juli 2004 den Titel Internationaler Meister der Frauen (WIM) und im April 2006 den Titel Großmeister der Frauen (WGM). Die WIM-Normen erfüllte sie im März 2003 bei einem WIM-Turnier in Rijeka, im Juli 2003 beim Schachfestival in Bled und Februar 2004 beim HIT Open in Nova Gorica. Die letzte WIM-Norm war gleichzeitig eine WGM-Norm, eine weitere WGM-Norm erfüllte Srebrnič bei der europäischen Einzelmeisterschaft der Frauen 2005 in Chișinău.
Sie ist auch Schachschiedsrichterin. Im Juni 2011 hatte sie den Titel FIDE-Arbiter erhalten, im April 2015 den Titel International Arbiter. Seit 2014 ist sie dazu FIDE Trainer und seit April 2018 International Organizer der FIDE.
Eine ihrer Stärken ist das Blitzschach, so hat sie als Lady Malshun auf dem ChessBase-Server als beste Frau ein Elo-Rating von über 3000.
Im Oktober 2015 lag sie im Normalschach auf der slowenischen Frauenrangliste hinter Jana Krivec und Laura Unuk auf dem dritten Platz.

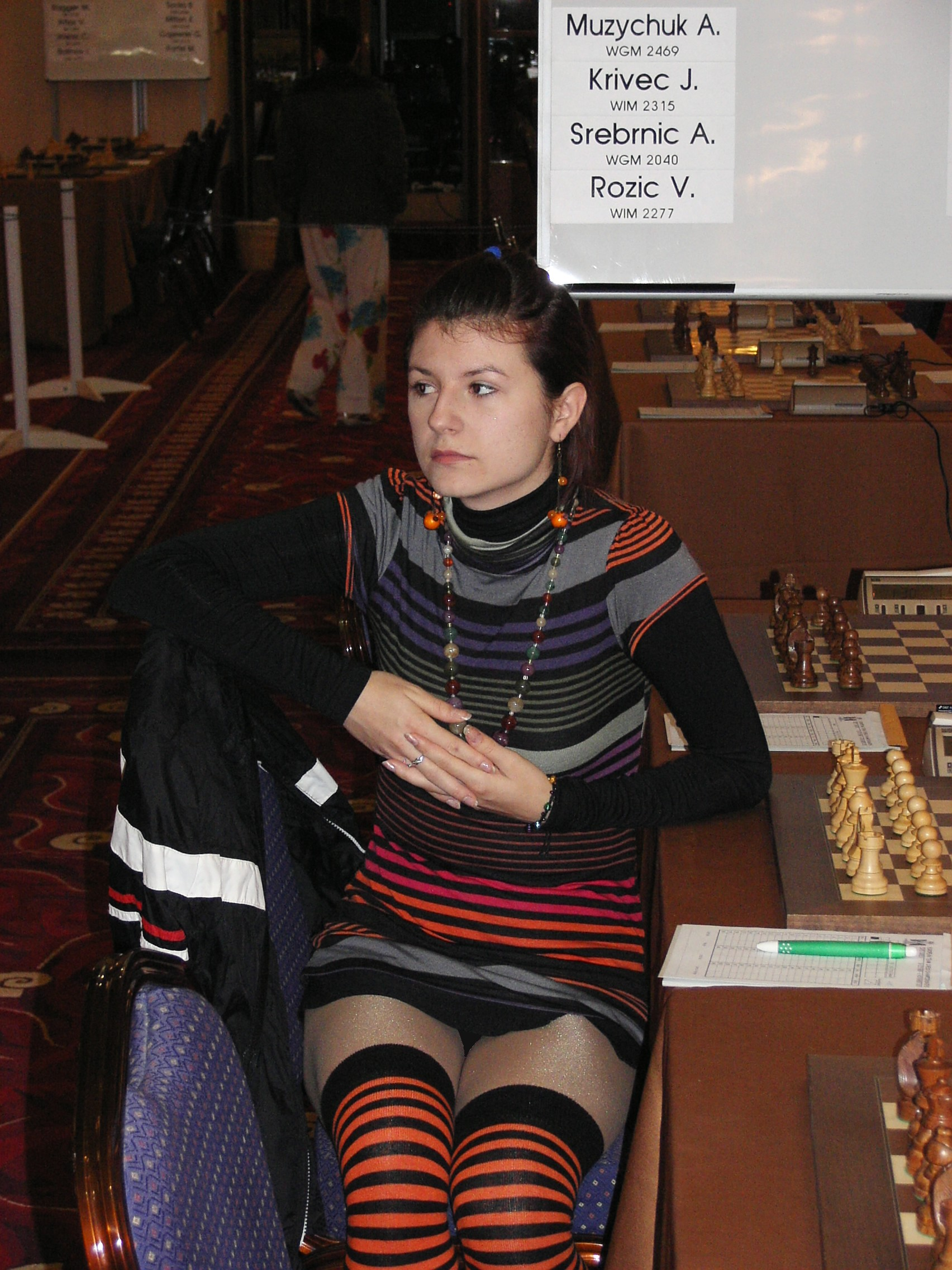
Ana Srebrnič bei der Mannschaftseuropameisterschaft der Frauen in Iraklio, 2007

## Nationalmannschaft
Mit der slowenischen Frauennationalmannschaft nahm Srebrnič an den Schacholympiaden 2002, 2004, 2006, 2008, 2012 und 2014 teil mit einem Gesamtergebnis von 30,5 Punkten aus 61 Partien (+21 =19 −21).
Außerdem hat sie von 2001 bis 2015 an allen acht Mannschaftseuropameisterschaften der Frauen teilgenommen mit einem Einzelgesamtergebnis von 28,5 Punkten aus 57 Partien (+20 =17 −20). Bei ihrer ersten von drei Teilnahmen am Mitropa-Cup der Frauen gewann sie diesen 2009 in Rogaška Slatina, wobei sie noch zusätzlich eine individuelle Goldmedaille für ihr Ergebnis von 5 aus 7 am zweiten Brett erhielt.

## Vereine
In Slowenien spielte sie beim ŠK Nova Gorica. Als 15-Jährige erhielt sie 1999 beim European Club Cup der Frauen in Nova Gorica, für den ŠK spielend, eine individuelle Goldmedaille für ihr Ergebnis von 4,5 aus 7 am ersten Reservebrett. Auch beim folgenden Club Cup in Halle (Saale) war sie erfolgreich mit einer Bronzemedaille für ihr Ergebnis von 5 aus 7 am vierten Brett. Insgesamt hat Srebrnič siebenmal am European Club Cup der Frauen teilgenommen, und zwar in den Jahren 1998 bis 2001 mit dem ŠK Nova Gorica, 2011 mit dem ŽŠK Maribor sowie 2015 und 2016 mit den Midlands Monarchs. In der kroatischen 1. Frauenliga spielt sie für den Šk Šahovska Škola Delnice, in der britischen Four Nations Chess League seit 2017 für die erste und zweite Mannschaft der Wood Green Hilsmark Kingfisher, die seit der Saison 2018/19 unter dem Namen Wood Green antreten.